# 葡萄牙共和党
葡萄牙共和党（葡萄牙語：Partido Republicano Português）是在君主政体后期形成的一个葡萄牙政党，提出并实施了由共和制取代君主立宪制的纲领，并于1910年发动革命，建立了葡萄牙第一共和国
，但是革命成功之后该党很快就分裂成为了多个党派。